# Vila Na Závisti
Vila Na Závisti je sídelní novobarokní vila v Kolíně, která byla postavena v letech 1897 až 1902 zdejším architektem, podnikatelem a pozdějším kolínským starostou Čeňkem Křičkou. Nachází se na adrese Ovčárecká 333 v městské části Zálabí. Svými rozměry se jedná o jednu z největších sídelních vil ve městě.

## Historie

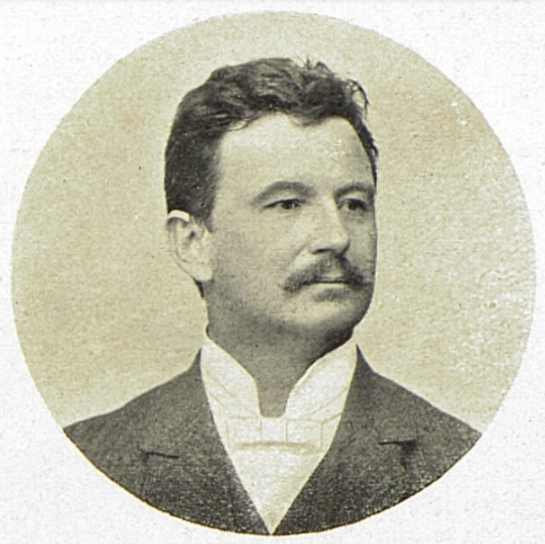
Čeněk Křička, architekt a zároveň stavebník vily (cca
1900)

Výstavbu vily zadal roku 1897 kolínský architekt a podnikatel Čeněk Křička jakožto zhotovení rodinného palácového sídla s rozměrnou rozsáhlou zahradou. Křička přišel do Kolína roku 1890 a začal zde podnikat, roku 1894 zde založil Továrnu na kávovinové náhražky, vyrábějící mj. tzv. cikorku, továrnu na vozy a později také Českou akciovou společnost pro rafinování petroleje v Kolíně, stejně tak byl činným architektem, především v Kolíně a okolí. Roku 1896 se stal členem městské rady a v letech 1902 až 1904 vykonával funkci starosty Kolína. Stavba byla realizována podle jeho vlastního návrhu, název Na Závisti získala až roku 1902, tedy poté, co se Křička stal starostou města. V přízemí domu byla od jeho počátku zbudována lékařská ordinace.

### Po roce 1945
Po únoru 1948 byla budova znárodněna. Během druhé poloviny 20. století byla využívána jako zdravotnický prostor kolínským OÚNZ, roku 1992 potom nástupnická organizace, nemocnice v Kolíně, vilu prodala do soukromých rukou.

## Architektura stavby

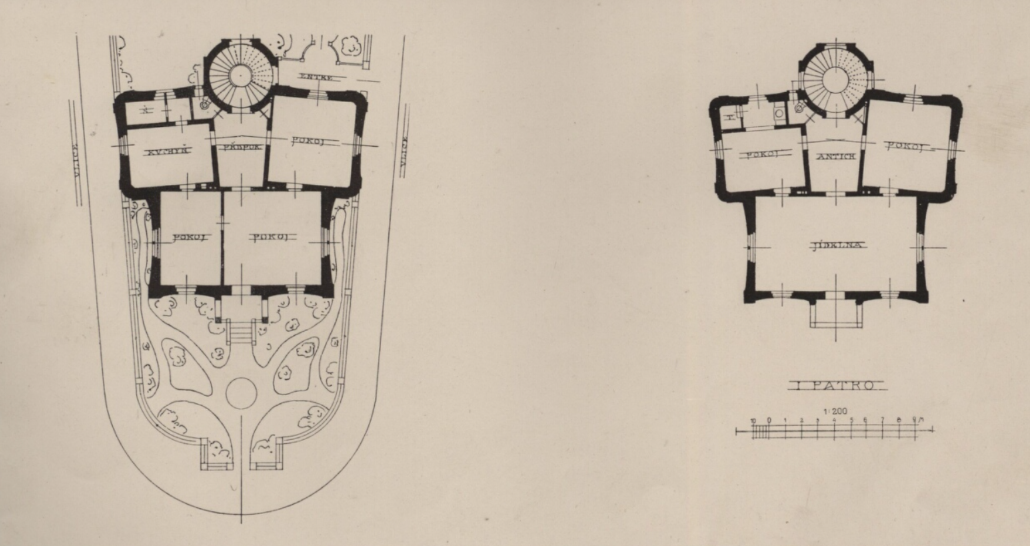
Půdorys stavby

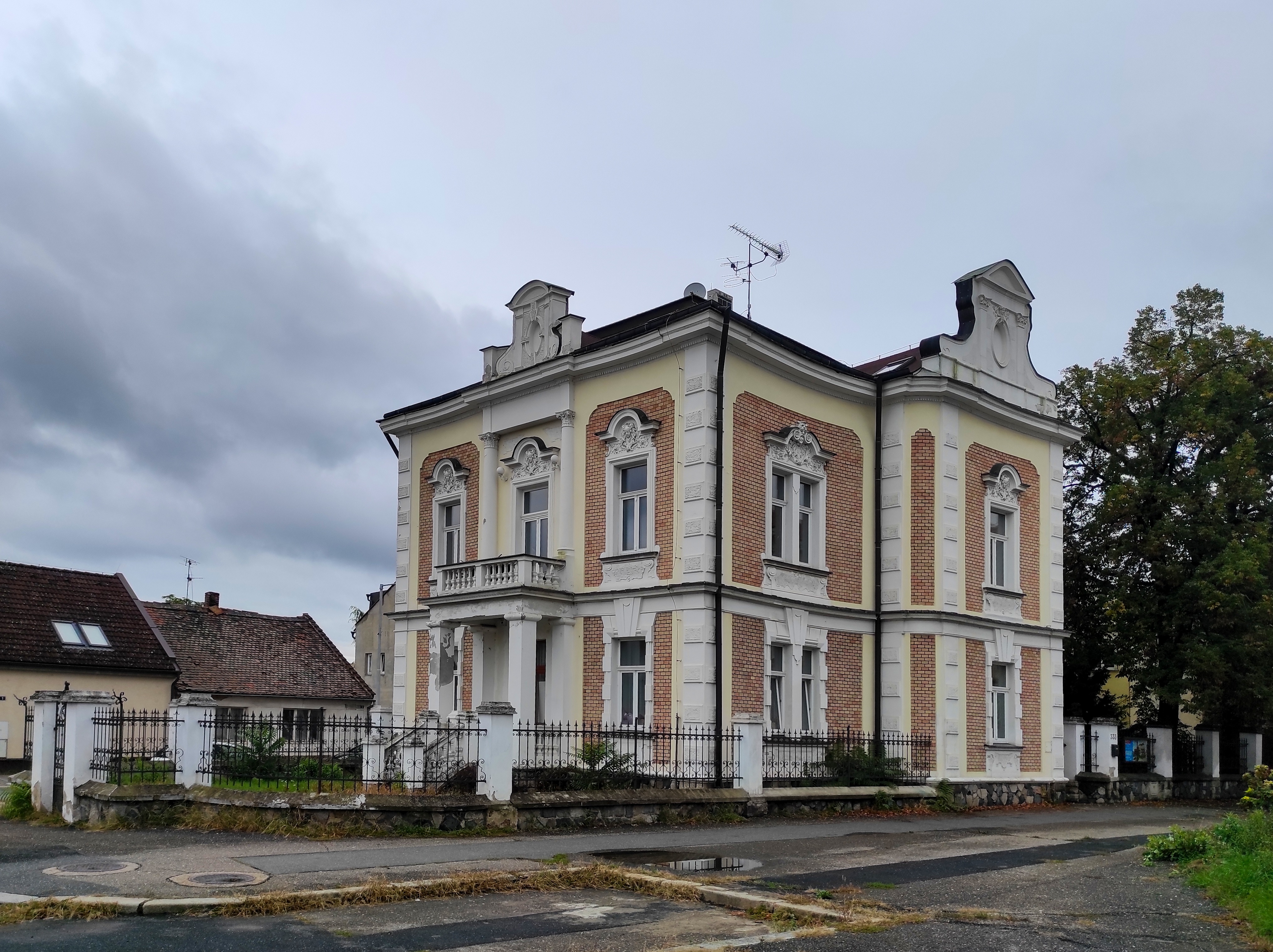
Vila v roce 2024

Vila je dvoupodlažní volně stojící budova umístěná v rovném terénu pravého břehu Labe, čelně k přilehlému náměstí Svobody, zde dvou stran je obklopena ulicemi Ovčárecká a Ke Hřbitovu. Architektonickými dispozicemi budovy s terasou i uspořádání zahrady připomíná stavební koncepci barokního zámečku, tedy styl, který byl v době vzniku stavby již nemoderní.